# Кольонія-Глова
Кольонія-Глова (пол. Kolonia Głowa) — село в Польщі, у гміні Згеж Згерського повіту Лодзинського воєводства.